# Literarni natečaj revije Mladika
Literarni natečaj revije Mladika je nagradni natečaj, ki ga v Trstu razpisujejo od leta 1972, je torej najstarejši literarni natečaj, ki  je namenjen vsem slovenskim piscem (ni pomemben kraj bivanja ali ustvarjanja), obvezni jezik prispevkov je slovenščina. Udeleženci lahko na literarni natečaj pošljejo izvirno še neobjavljeno (ne v tiskanih izdajah kot tudi ne na družbenih omrežjih) črtico, kratko zgodbo, novelo ali ciklus pesmi v izvirnem slovenskem jeziku.
Ocenjevalno komisijo določi odbor Mladike, njeno mnenje je dokončno. Izid natečaja, ki ga revija navadno razpiše poleti, je vsako leto razglašen ob dnevu slovenske kulture - Prešernovem prazniku, na javni prireditvi in v medijih. Nagrajena dela so nato objavljena v naslednjem letniku revije Mladika, kjer objavijo tudi nenagrajena dela, za katera je bila komisija mnenja, da so primerna za objavo.
Nagradni literarni natečaj je anonimen (saj se udeleženci podpišejo le s šifro oziroma psevdonimom, ki ga komisija razkrije le potem, ko je prebrala in ocenila vse prispevke). Na natečaj revije Mladika se vsako leto prijavi mnogo pisateljev in pesnikov (od katerih je marsikdo tudi že uveljavljen pisec), saj ocenjevalna komisija letno pregleda od 100 do 150 prispevkov. Leta 2023 so ocenjevalno komisijo sestavljali pisateljica Evelina Umek, pisateljica in literarna zgodovinarka Vilma Purič, urednica knjižnega programa založbe Mladika Nadia Roncelli in odgovorni urednik revije Marij Maver.